# Lào năm 2023
Dưới đây là sự kiện trong năm tại Lào 2023.

## Đương nhiệm
| Ảnh                                         | Vị trí                                  | Tên                 |
| ------------------------------------------- | --------------------------------------- | ------------------- |
|                                             | Tổng Bí thư Đảng Nhân dân Cách mạng Lào | Thongloun Sisoulith |
| Chủ tịch nước Cộng hòa Dân chủ Nhân dân Lào |                                         | Thongloun Sisoulith |
| 133px133px                                  | Thủ tướng Lào                           | Sonexay Siphandone  |
|                                             | Phó Chủ tịch Lào                        | Pany Yathotou       |

## Sự kiện

### Tháng 2
- 8 tháng 2: Lạm phát ở Lào đạt mức 40.3%, cao nhất kể từ năm 2000.[1]

### Tháng 5
- 5 tháng 5 – 17 tháng 5: Lào tham gia Đại hội Thể thao Đông Nam Á 2023.[2]

### Tháng 6
- 26 tháng 6: Khai mạc kỳ họp thứ 5, Quốc hội khóa IX Lào.[3]